# ラホヤ

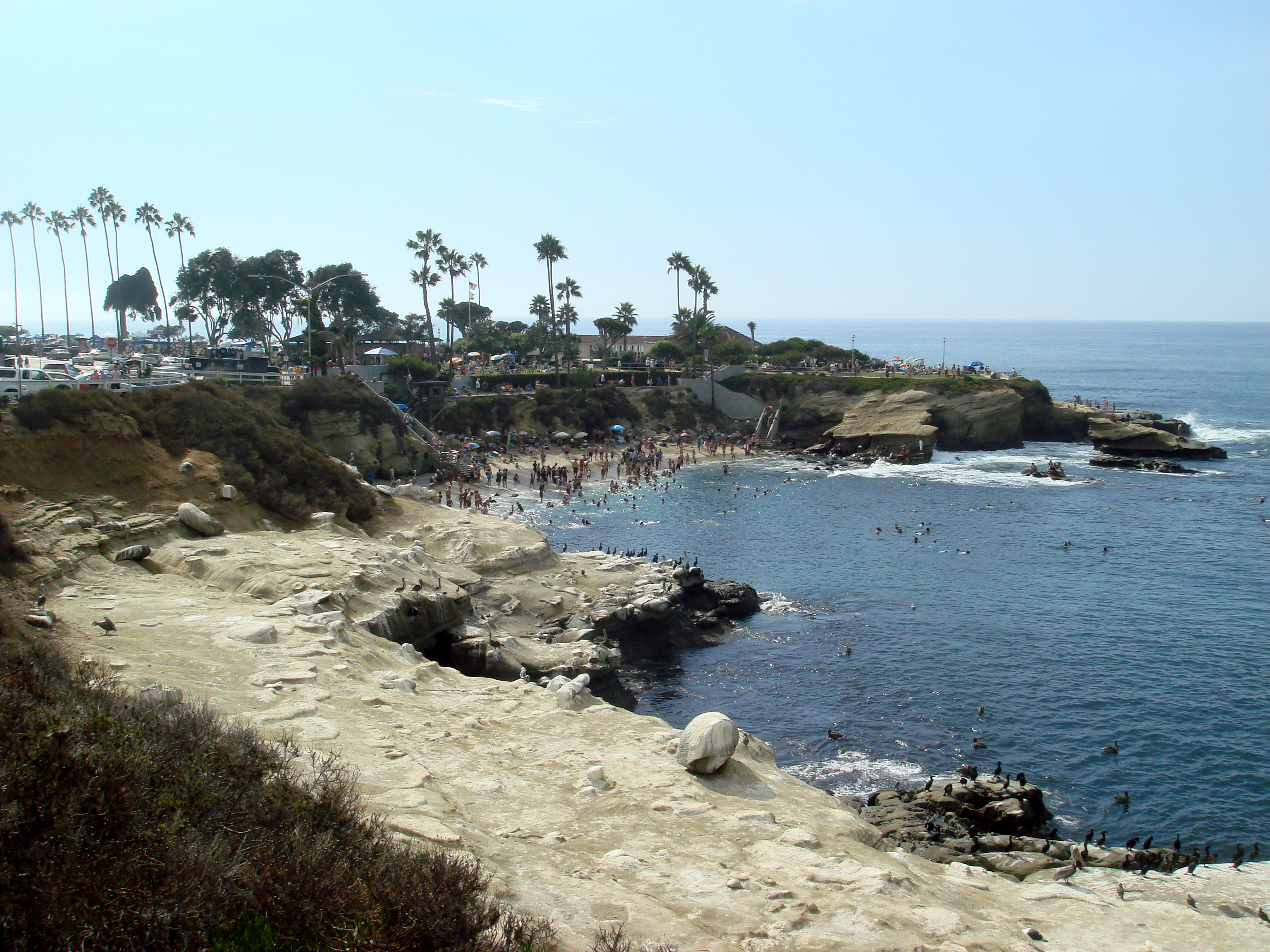
ラホヤ海岸

ラホヤ（La Jolla）は、アメリカ合衆国カリフォルニア州のサンディエゴ市北部にある地区。海岸と丘陵のあるリゾート地として、また高級住宅街として有名。カリフォルニア大学サンディエゴ校やいくつかの研究所のある学術都市としても知られる。

## 概要
人口4万2千人ほどで、有名人や資産家の邸宅が多い。知名度の高さから独立の市と誤解されることが多い（さらに住民の独立意識が強く"city"と称することもあり、郵便番号も別個に指定されている：通常サンディエゴの郵便番号は921xxだが、ラホヤは92037）が、サンディエゴ市の一部である。中心部にはホテル、高級レストラン、宝飾店などがある。海岸では海水浴、またサーフィン（サーフィン・U.S.A.の歌詞に登場する）や水泳、スクーバダイビングなどのマリンスポーツが盛ん。
La Jollaという地名はスペイン語起源（"la joya"「宝石」）ということになっているが、実際には明らかでない。先住民の言葉で「山」を意味する"Woholle"が訛ったものともいい、あるいは船乗りの掛け声アホイ"ahoy"によるとの説もある。
2009年には平均住宅価格が、同じカリフォルニア州のビバリーヒルズを抜いて全米一になった（4ベッドルームで約2億円）。

## 主要施設
教育・学術
- カリフォルニア大学サンディエゴ校（UCSD）
  - スクリプス海洋研究所
  - サンディエゴ・スーパーコンピュータ・センター
- ナショナル大学（National University）
- ソーク研究所
- スクリプス研究所
- バーナム研究所（旧ラホヤ癌研究財団）

芸術
- サンディエゴ現代美術館

スポーツ
- トーリーパインズ・ゴルフクラブ（Torrey Pines Golf Course）

その他
- Mount Soledad Memorial Park（朝鮮戦争慰霊施設）
- 全米熱帯まぐろ類委員会本部